# Wissower Klinken

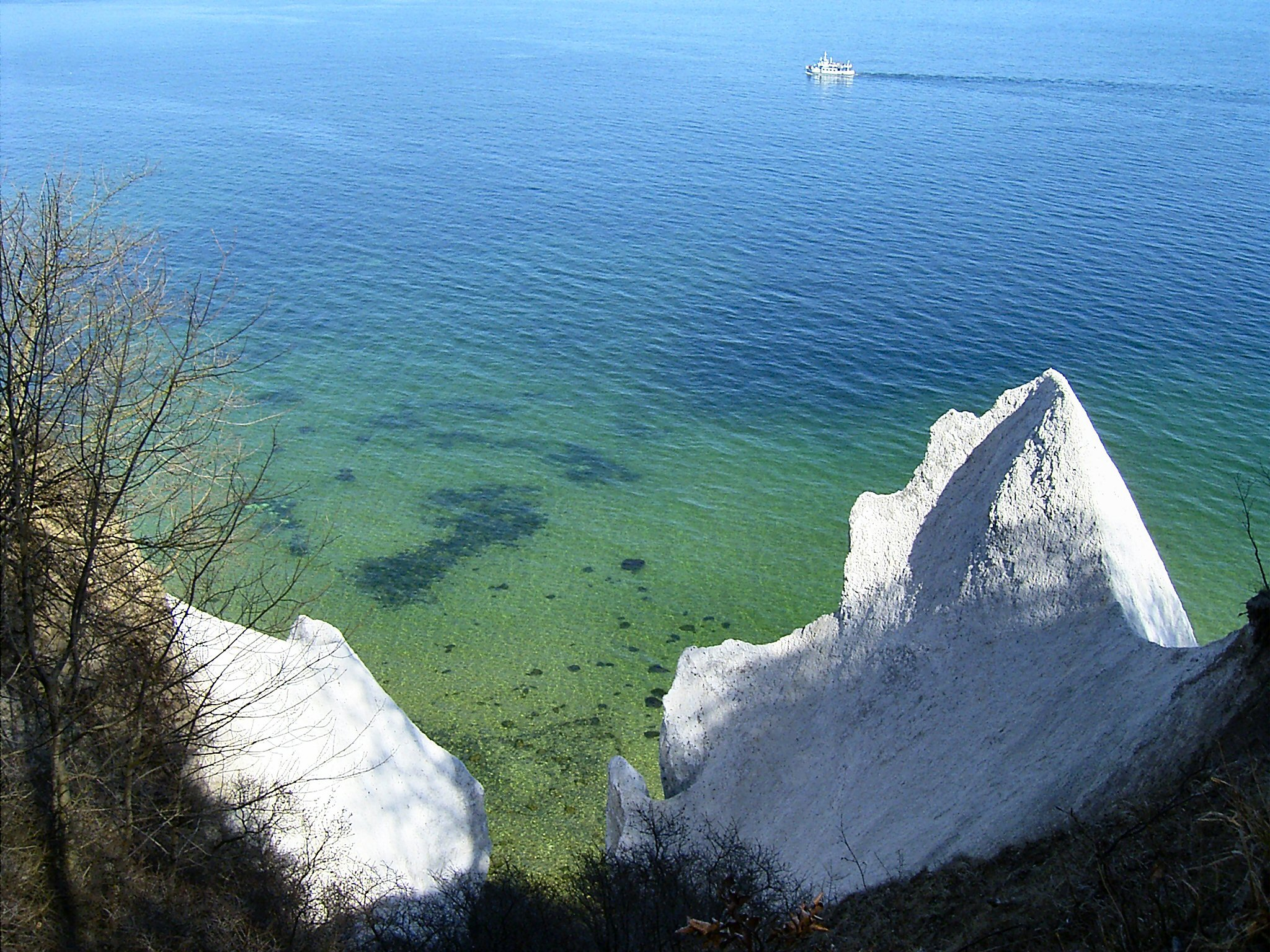
Wissower Klinken im April 2004

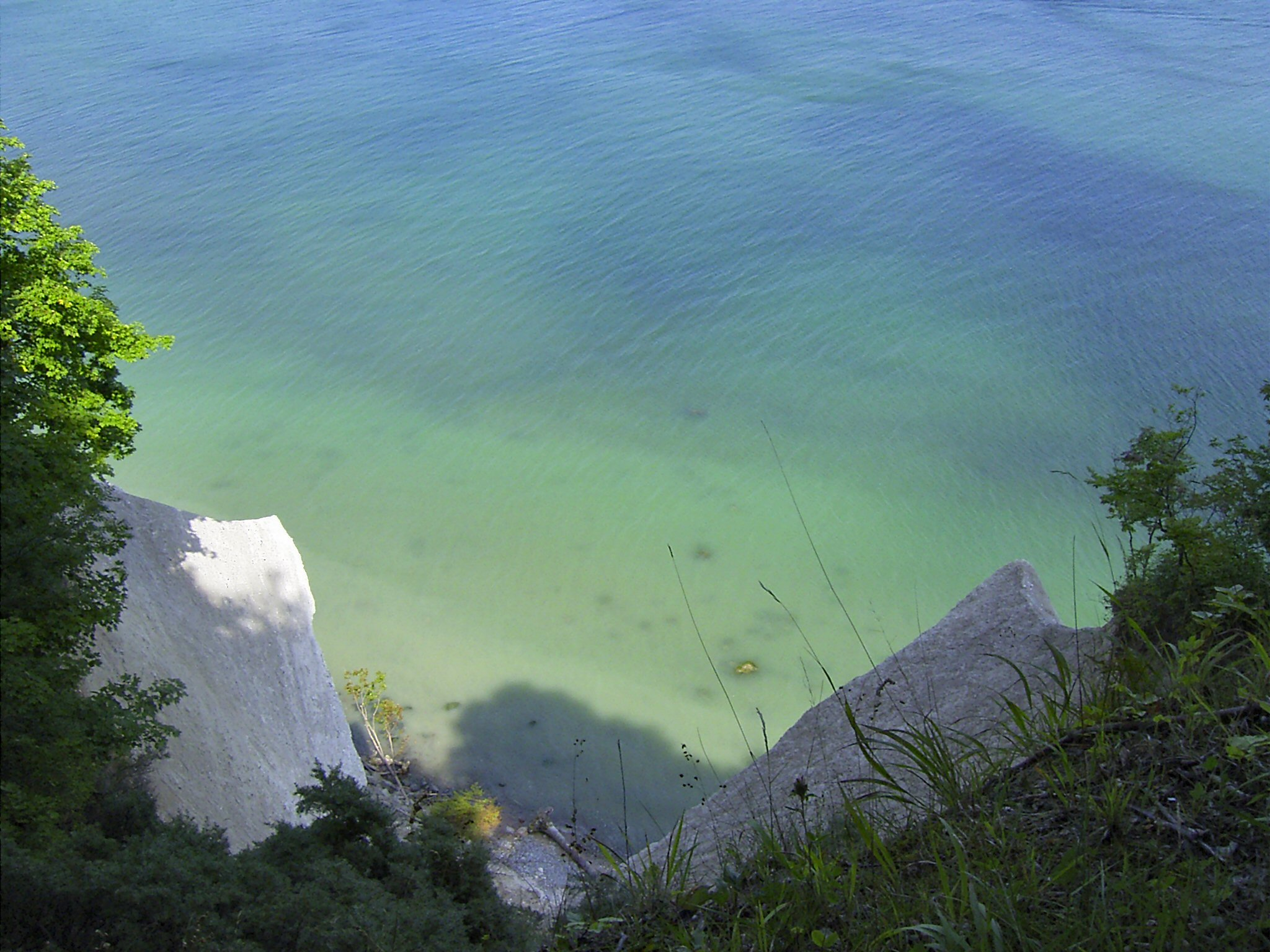
Wissower Klinken nach dem Abbruch, August 2005

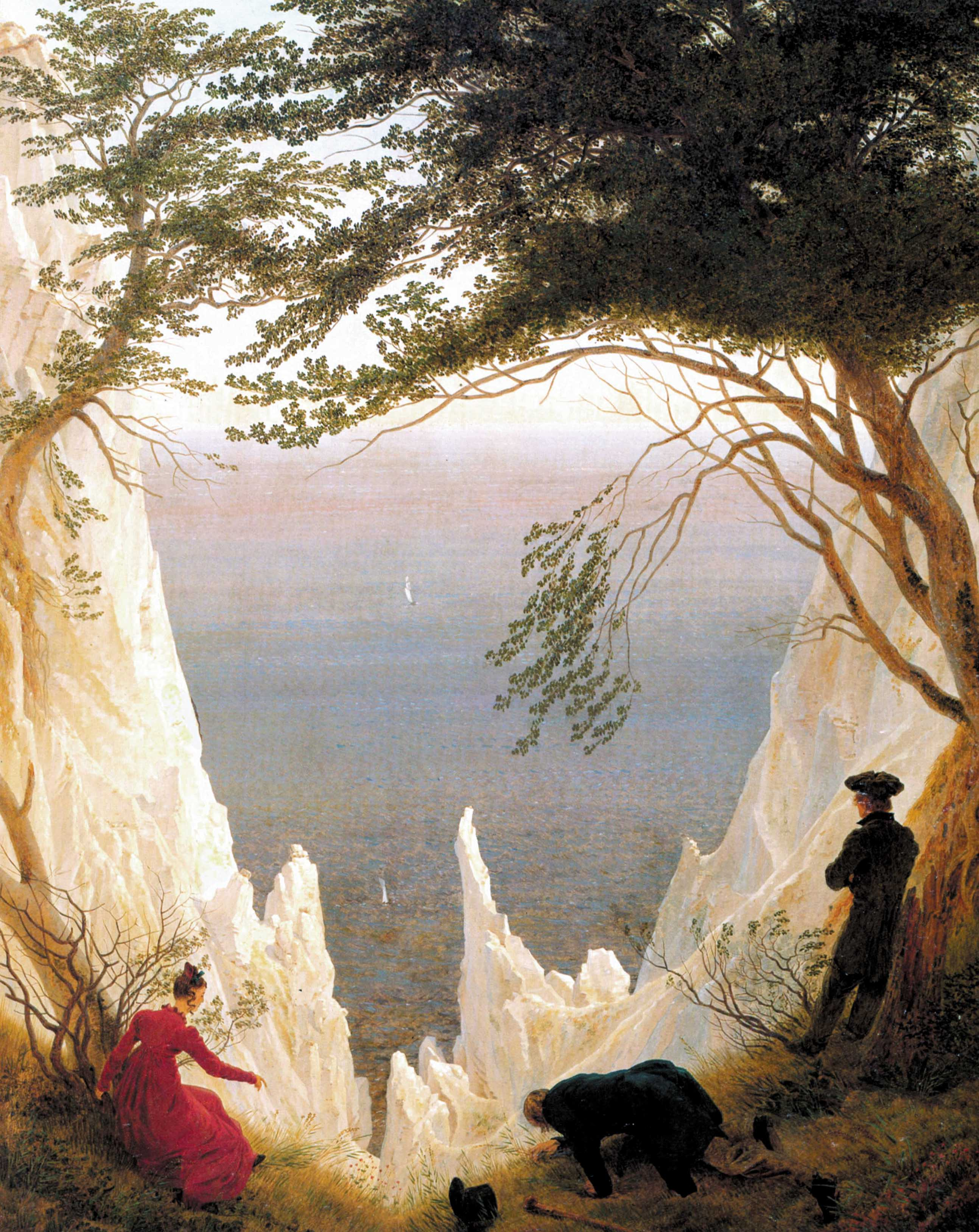
Kreidefelsen der Stubbenkammer im Gemälde C. D. Friedrichs, 1818

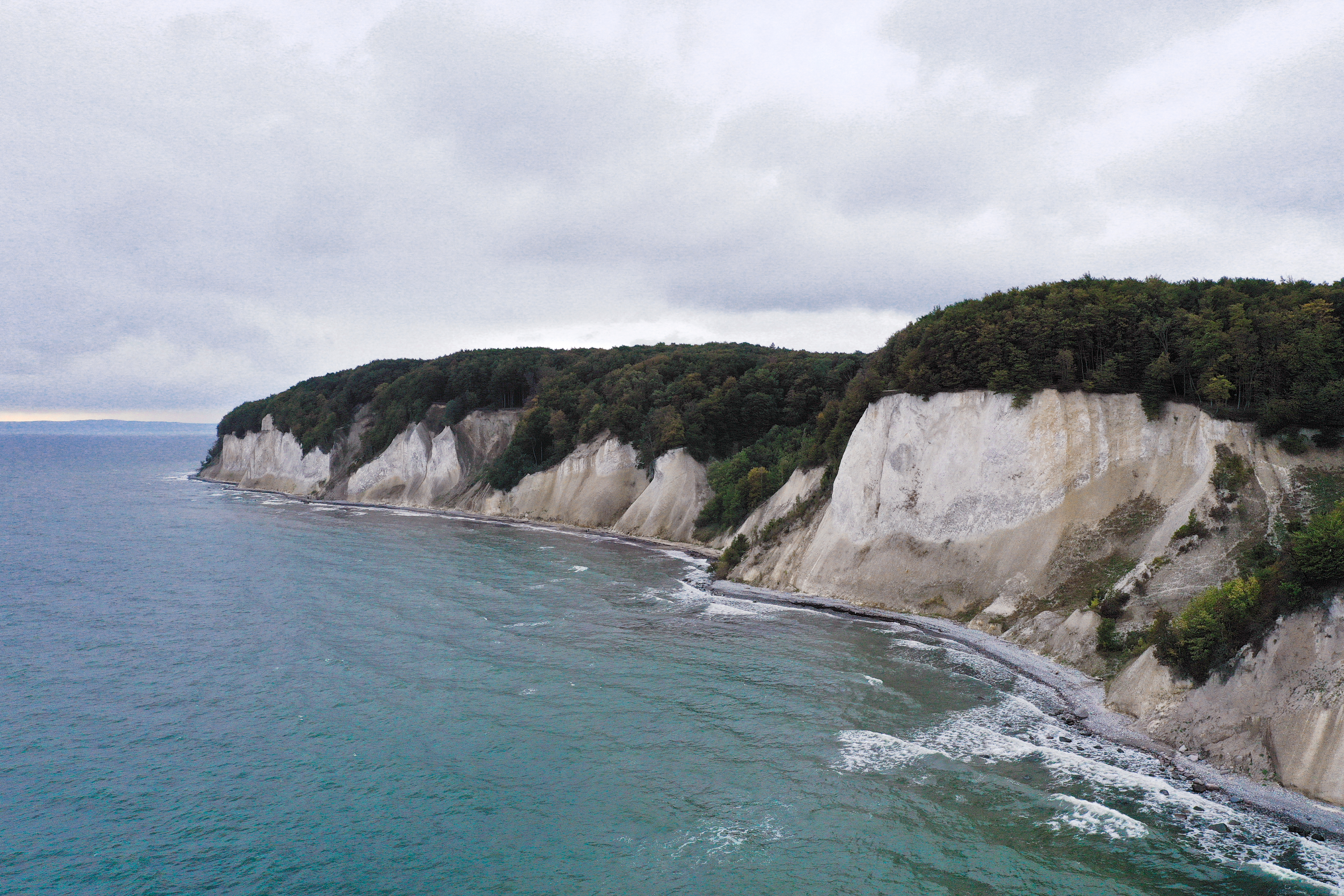
Im Rahmen der 30 Geotope-Initiative erzeugte Drohnenaufnahme der Wissower Klinken im Jahr 2021

Die Wissower Klinken waren eine Kreideformation im Nationalpark Jasmund auf der Insel Rügen und lange Zeit einer der attraktivsten touristischen Punkte der Insel.

## Erosion
Am 24. Februar 2005 rutschten die beiden erodierten bis zu 20 Meter hohen Hauptzinnen ins Meer. Dabei wurden etwa 50.000 Kubikmeter Kreide in die Ostsee gerissen und ließen von der ursprünglichen Formation nur noch wenig übrig. Ursache war neben der Meeresbrandung, die ständig die Küstenlinien formt, der Druck von eiszeitlichen Ablagerungen aus dem Landesinneren. Gefrorenes Niederschlagswasser sprengte dann nach Einsetzen von Tauwetter die Felsmassen ab. Der Abbruch war erwartet worden, nachdem ein Jahr zuvor sechs Risse entdeckt worden waren. Einer dieser Risse hatte sich einige Zeit vorher verbreitert und etwa 1000 Kubikmeter Kreide stürzten bereits eine Woche vor dem großen Abbruch ins Meer. Am Abend des 27. Juli 2010 kam es erneut zu einem heftigen Kreideabbruch, bei dem etwa 150 Tonnen Erdreich auf den Strand stürzten.
Der Ort ist für Wanderer am besten über den Hochuferweg durch die Buchenwälder von Jasmund zu erreichen (etwa 2 km vom östlichen Stadtrand von Sassnitz).

## Sonstiges
Häufig wurde fälschlicherweise angenommen, die Wissower Klinken seien Vorlage des Gemäldes Kreidefelsen auf Rügen von Caspar David Friedrich gewesen. Sie existierten zum Zeitpunkt der Entstehung des Gemäldes aber noch nicht, sondern entstanden erst später erosionsbedingt.
Der Name Klinken stammt vom slawischen klinŭ für ‚Winkel‘ oder ‚Keil‘ ab und bezieht sich auf das Aussehen der Gebilde.
Die Wissower Klinken sind das dritte im Rahmen der 30 Geotope³-Initiative der DGGV präsentierte 3D-Modell.

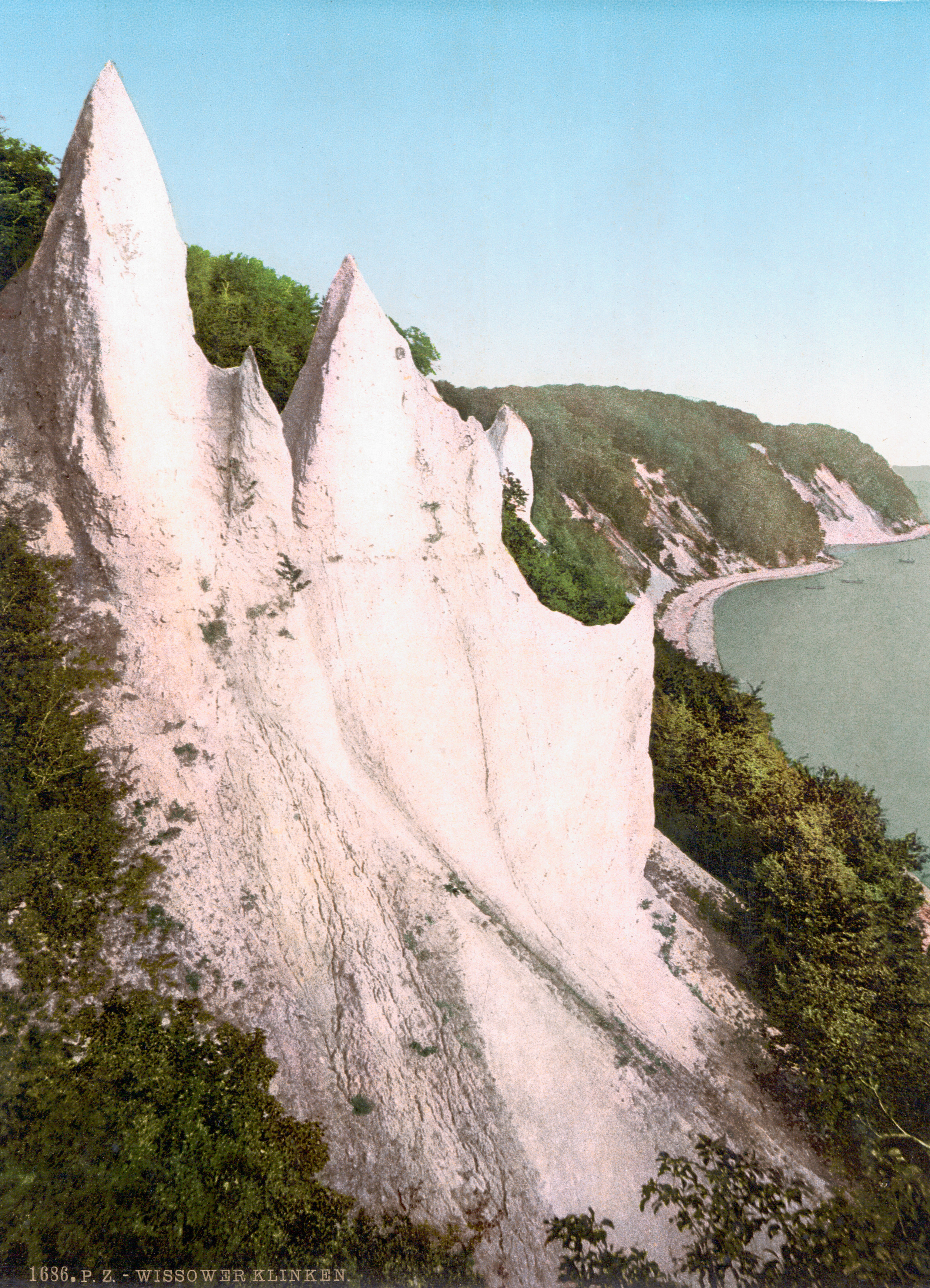
Wissower Klinken um 1900
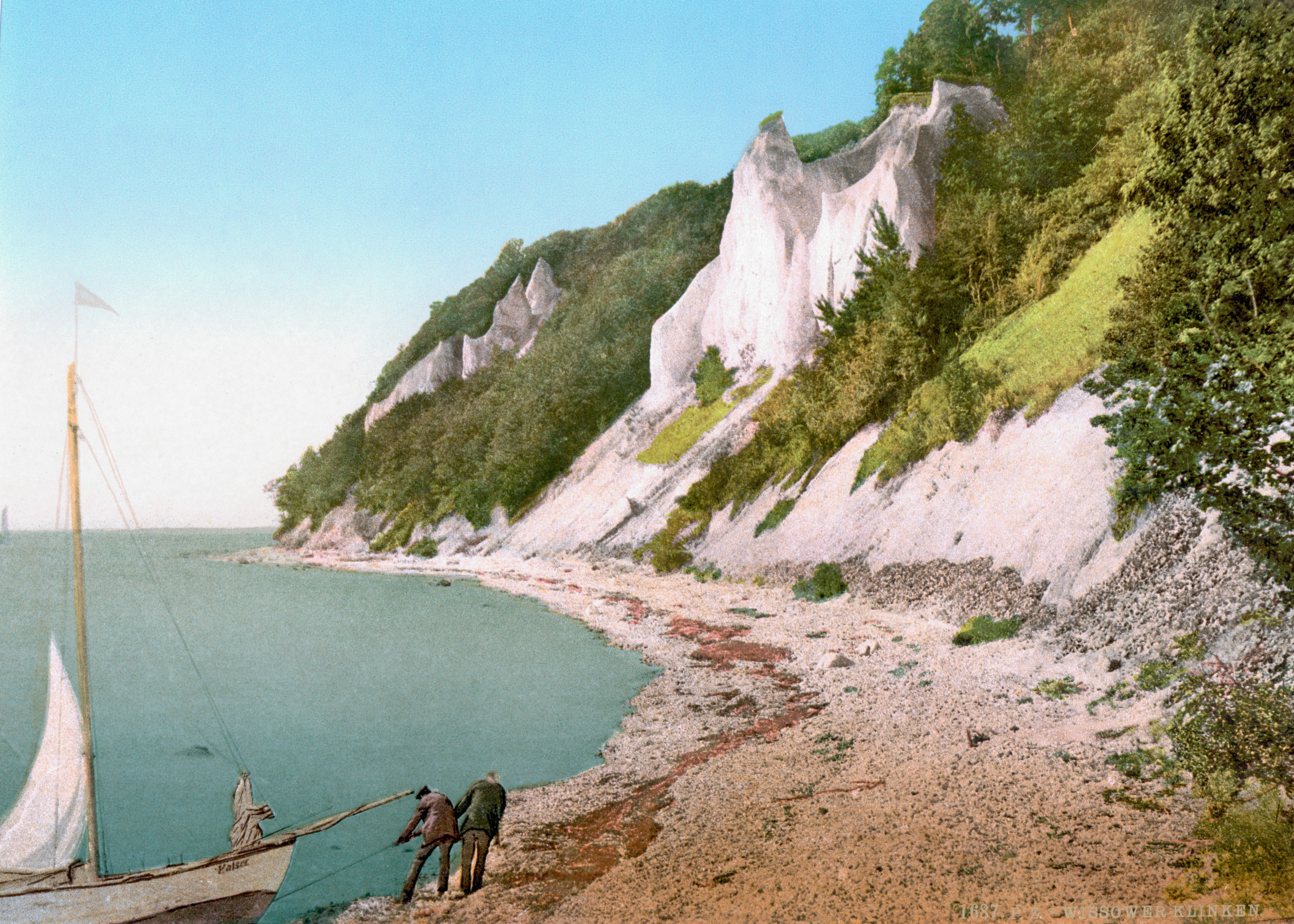
Wissower Klinken um 1900
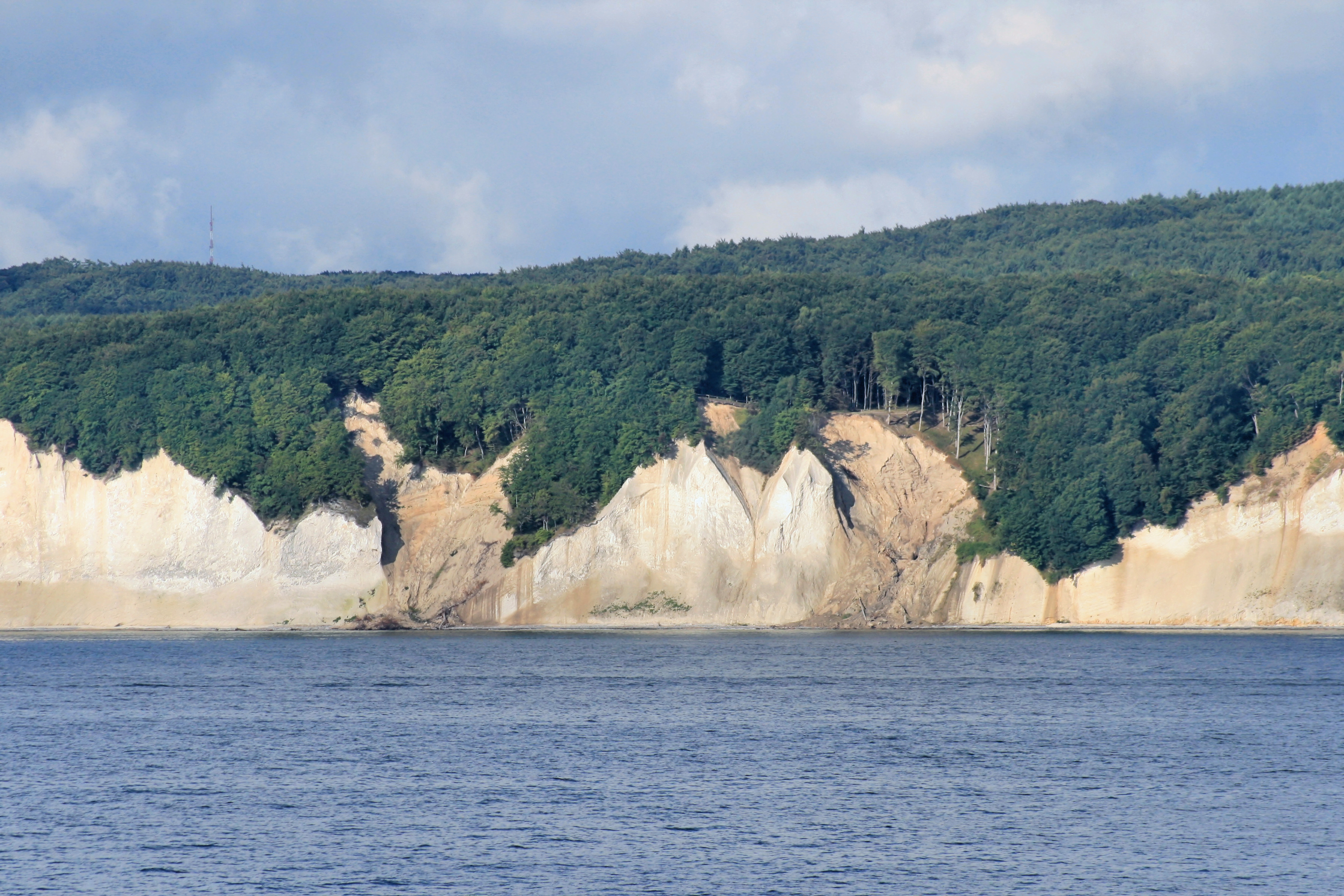
Erneute Uferabbrüche zu beiden Seiten der Wissower Klinken 2008
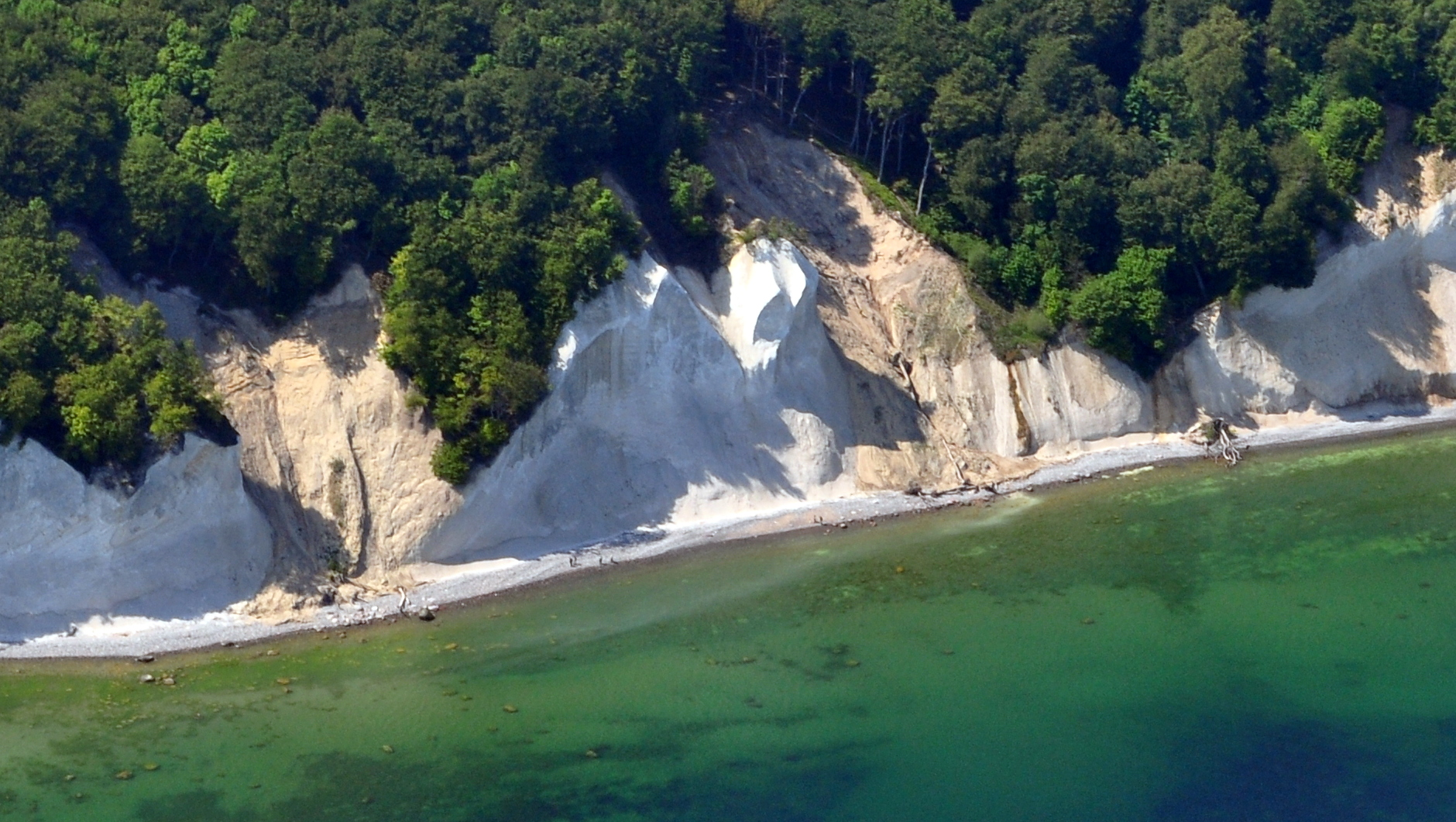
Wissower Klinken 2011